# Pathé Buitenhof

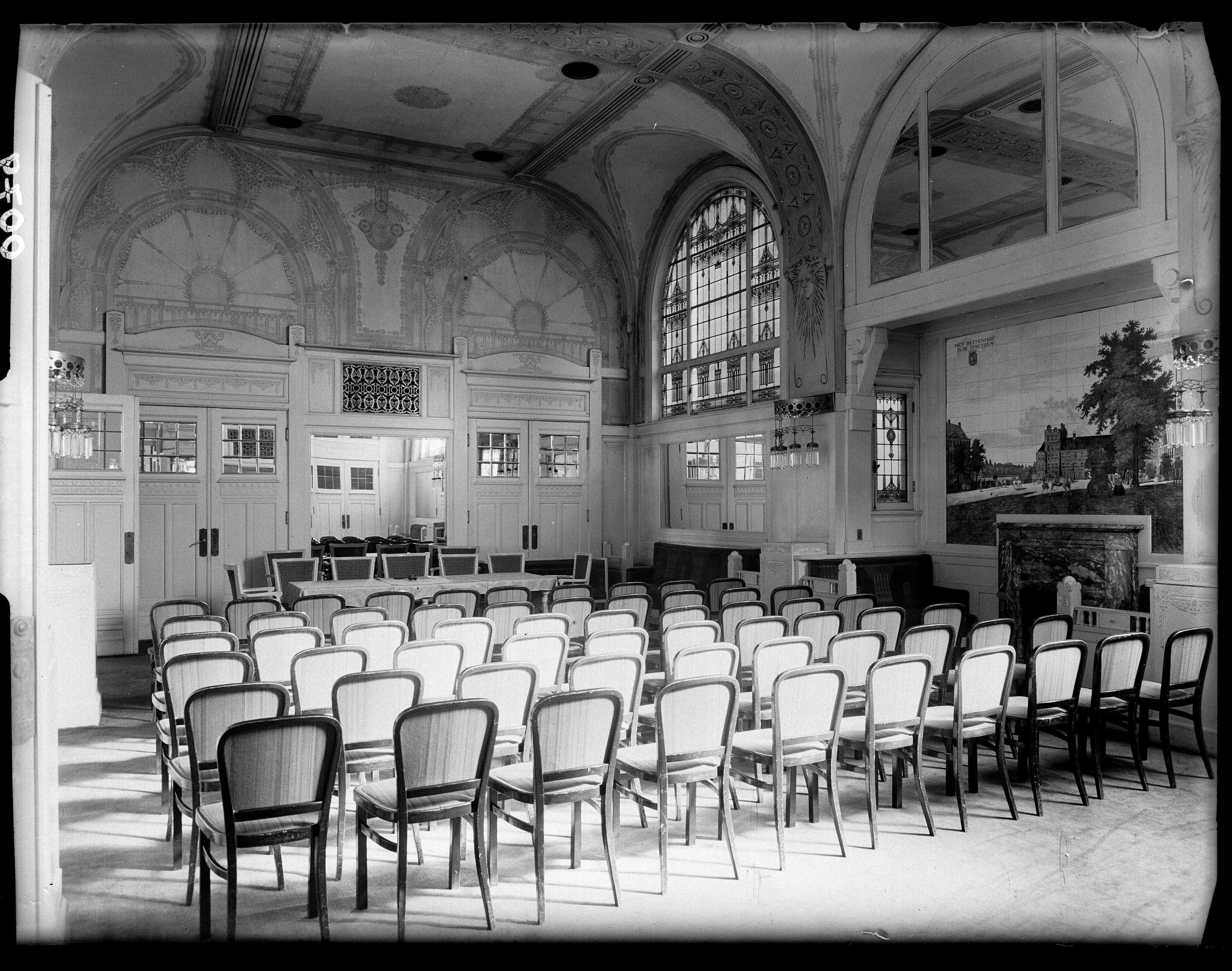
Voormalig interieur in 1934

Pathé Buitenhof is een bioscoop in Den Haag aan het Buitenhof van Pathé Nederland.

## Geschiedenis

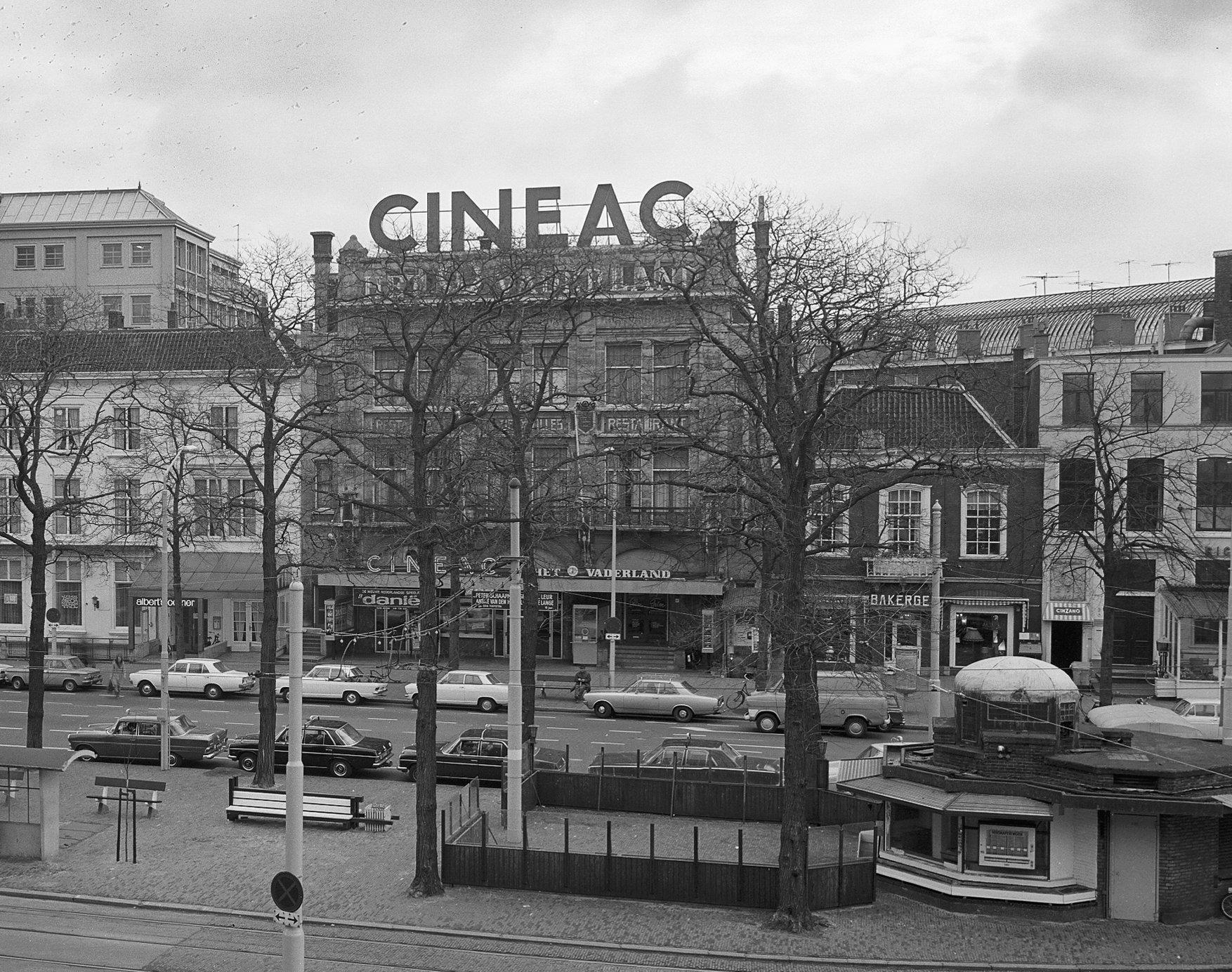
CINEAC Buitenhof

In 1935 vestigde zich een Cineac in het gebouw, Cineac Het Vaderland. Het werd grondig verbouwd in 1966. De Cineac sloot in 1995.
De hal met de balie voor de kaartverkoop is in 2009 verbouwd tot café met op de eerste etage een restaurant. De gang die uitgang was van de bioscoop dient als ingang, de kaartverkoop is bij de automaten in de voorhal en aan de balie van de foyer. Dit café-restaurant (een vestiging van Maxime) ging in 2010 failliet maar maakte een doorstart. Het Grand Café en Restaurant wordt weer voortgezet onder de historische naam "Des Deux Villes".

## Gebouw
Het pand stamt uit 1904 en werd ontworpen door architect Johan Mutters. Het werd gebouwd als restaurant bij het hotel "De Twee Steden", het voormalige logement van Alkmaar en Enkhuizen, dat aan het Spui was gevestigd. Op de eerste verdieping zat voor de oorlog Bridgeclub Buitenhof.
De naam van restaurant "Des Deux Villes" staat nog op de gevel, en daartussen prijken de gebeeldhouwde wapens van Alkmaar en Enkhuizen, gemaakt door Rien Hack. De smeedijzeren balkons werden gemaakt in stijl van de Weense Sezession.

## Trivia
Bijna gelijktijdig werd in 1936 Cineac Lange Poten opgericht op Lange Poten 41. In 1964 werd de naam van deze bioscoop veranderd in Rex.